# Beine-Nauroy
Beine-Nauroy ist eine französische Gemeinde mit 987 Einwohnern (Stand: 1. Januar 2022) im Département Marne in der Region Grand Est (vor 2016: Champagne-Ardenne). Sie gehört zum Arrondissement Reims und ist Mitglied im Gemeindeverband Communauté urbaine du Grand Reims. Die Bewohner werden Benais und Benaises genannt.
Die Gemeinde erhielt 2023 die Auszeichnung „Zwei Blumen“, die vom Conseil national des villes et villages fleuris (CNVVF) im Rahmen des jährlichen Wettbewerbs der blumengeschmückten Städte und Dörfer verliehen wird.

## Geografie

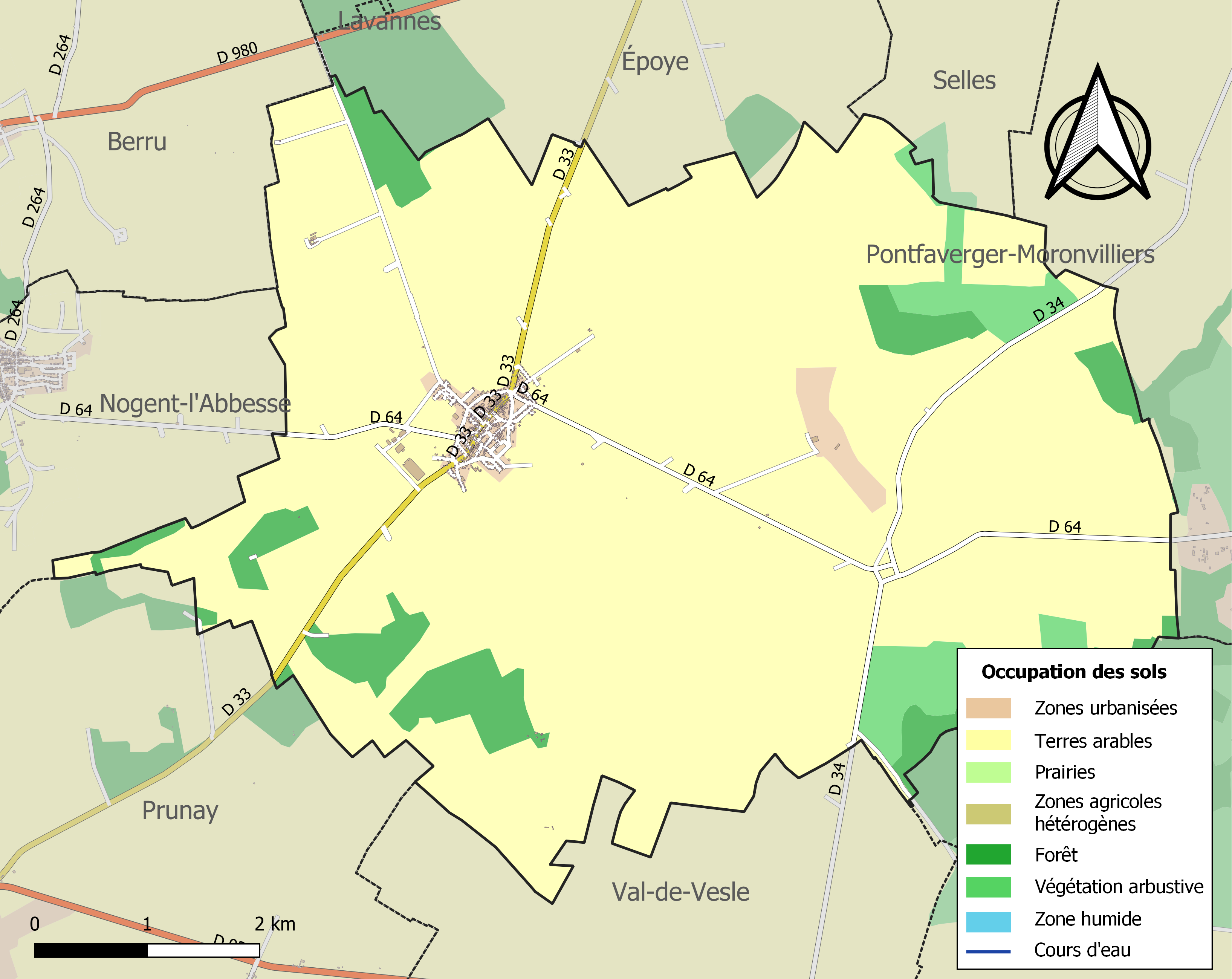
Bodennutzung und Infrastruktur der Gemeinde (2018)

Beine-Nauroy liegt etwa 13 Kilometer östlich von Reims im nördlichen Teil des Départements Marne. Die Gemeinde erstreckt sich im Norden der historischen Provinz Champagne. Das Zentrum liegt auf einer Höhe von etwa 115 m. Das Gelände steigt nach Südosten zu den Monts de Champagne hin auf über 250 m an.
Ein Teil des Gebiets von Beine-Nauroy gehört zum Natura 2000-Schutzgebiet „Savart du camp militaire de Moronvilliers“ (FR2100256) und von zwei ZNIEFF-Naturzonen. Etwa 86 % der Fläche der Gemeinde werden landwirtschaftlich genutzt, etwa 11 % sind bewaldet oder naturbelassen (Stand 2018).
Umgeben wird Beine-Nauroy von den Nachbargemeinden Époye im Norden, Selles im Norden und Nordosten, Pontfaverger-Moronvilliers im Osten und Nordosten, Prosnes im Süden und Südosten, Val-de-Vesle im Süden, Prunay im Westen und Südwesten, Nogent-l’Abbesse im Westen sowie Berru im Nordwesten.

## Geschichte
Nach vier Jahren der deutschen Besatzung im Ersten Weltkrieg war Beine von allen Einwohnern, Flüchtlingen und Deportierten geräumt. Es war ein fast völlig zerstörtes Dorf, in dem nur noch zwei Häuser repariert werden konnten.
Die Gemeinde fügte ihrem Namen Beine Namen und Fläche des zerstörten Nachbardorfes Nauroy hinzu und wurde zu Beine-Nauroy. Die Fusion erfolgte im Jahr 1950.

## Bevölkerungsentwicklung

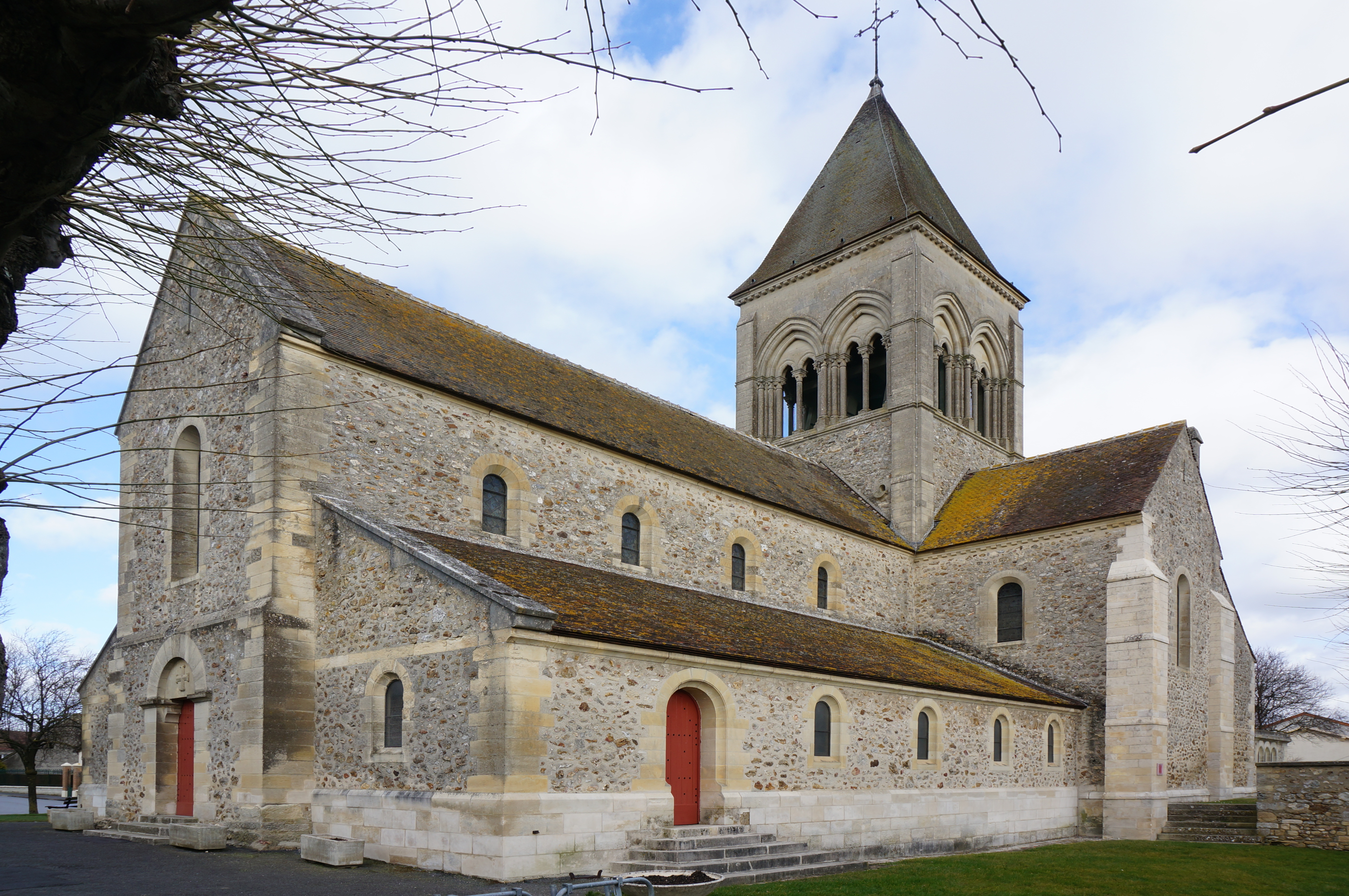
Kirche Saint-Laurent

| Jahr                       | 1962 | 1968 | 1975 | 1982 | 1990 | 1999 | 2006 | 2013 | 2020 |
| Einwohner                  | 384  | 419  | 433  | 545  | 718  | 827  | 1036 | 1052 | 992  |
| Quellen: Cassini und INSEE |      |      |      |      |      |      |      |      |      |

## Sehenswürdigkeiten
Die Kirche Saint-Laurent aus dem 12./13. Jahrhundert ist seit 1921 als Monument historique klassifiziert. Am 13. September 1914 verwandelte sie die deutschen Armee in ein Lazarett, doch dann wurde sie später wieder für den Gottesdienst der Deutschen genutzt. Der Glockenturm wurde am 15. März 1916 unter der Begründung gesprengt, er diene als Orientierungspunkt für die feindliche Artillerie. Die französischen Bombenangriffe vollendeten die Zerstörung des Gebäudes, von dem nur noch wenige Mauern und die Arkaden des großen Kirchenschiffs übrig blieben. Im Jahre 1925 begann der identische Wiederaufbau mit neuen Bleiglasfenstern im Jahre 1927.

## Verkehr
Beine-Nauroy liegt abseits größerer Verkehrsachsen. Die nachgeordnete Departementsstraße D 33 führt vom Zentrum nach Époye im Norden und zum Flugplatz Reims en Champagne im Süden, die D 64 nach Nogent-l’Abbesse im Westen und nach Saint-Martin-l’Heureux im Osten.